# طور الكريبية (طور الباحة)

تعديل مصدري - تعديل

طور الكريبية هي إحدى قرى عزلة طور الباحة بمديرية طور الباحة التابعة لمحافظة لحج، بلغ تعداد سكانها 27 نسمة حسب تعداد اليمن لعام 2004.